# Beware My Cheating Bart
Beware My Cheating Bart, titulado Cuidado con Bart en Hispanoamérica y Cuidado con mi tramposo Bart en España, es el decimoctavo episodio de la vigesimotercera temporada de la serie de televisión animada Los Simpson, estrenado el 15 de abril de 2012 en Estados Unidos. Fue escrito por Ben Joseph y dirigido por Mark Kirkland. En el episodio, Bart comienza a tener una relación con Shauna, la novia de Jimbo, mientras tanto, Homer compra una cinta ergométrica, y en vez de hacer ejercicio, comienza a mirar una serie llamada Stranded desde la cinta.
La actriz de voz estadounidense Tress MacNeille fue la estrella invitada en el episodio como Shauna, la novia de Jimbo, mientras que Kevin Michael Richardson realizó el papel del oficial del centro comercial. Aproximadamente cuatro millones de personas vieron el episodio y obtuvo reseñas positivas de los críticos.

## Trama
Durante un día en el centro comercial, Homer decide dejar a Bart y Milhouse viendo una película para niños mientras él disfruta de un aperitivo en el patio de comidas. Al terminar, Bart se ve obligado a acompañar a la novia de Jimbo, Shauna, a ver una nueva película de Jennifer Aniston. Ambos salen poco después de ver la única parte que llama la atención de Shauna (el trasero de Jennifer) y salen al centro comercial. Bart y Shauna se ven repetidas veces por las demandas de Jimbo y Bart la rescata de los problemas por temor a ser golpeado. Ella muestra su agradecimiento desnudando sus pechos delante de él, dejándolo traumatizado y herido. Ambos deciden mantener una relación romántica a espaldas de Jimbo, hasta que este los descubre besándose en una piscina pública. Los dos intentan ocultarse de un vengativo Jimbo que decide vigilar la casa de Bart, pero en última instancia no tiene otra opción que regresar. Finalmente, Shauna rompe con ambos a instancia de algunas reflexiones de Lisa. Bart recibe su merecido castigo (que se celebra boca abajo desde su casa del árbol para tener el «temor de Dios que puso en él») de Jimbo.
Mientras tanto, Homer está convencido de comprar una cinta ergométrica de un vendedor astuto. Cuando Lisa muestra a Homer que él puede acceder a programas de televisión inalámbricamente, desarrolla una obsesión con un antiguo programa de televisión desde la cinta ergométrica llamada Stranded, pero no realmente ejercitándose. Marge, cansada de la falta de atención de Homer hacia ella, decide relatarle los episodios que aún no ha visto. Él, en un principio, está furioso con Marge, pero una noche romántica planeada por ella devuelve todo a la normalidad.

## Estreno y recepción
El episodio se transmitió originalmente por la cadena Fox en Estados Unidos el 15 de abril de 2012. Fue visto por aproximadamente 4 864 000 millones de personas durante esta emisión y recibió una cuota de pantalla de 2,2 dentro de la franja demográfica de 18 a 49 años, lo que significa que 2,2 por ciento de las personas de edades comprendidas entre 18 y 49 vieron el episodio. El episodio fue lo más visto en el grupo de Fox Animation Domination, teniendo más espectadores que Bob's Burgers (3,78 millones), The Cleveland Show (4,32 millones) y Padre de familia (4,62 millones).
Rowan Kaiser de The A.V. Club le dio al episodio una «C+» diciendo que «un gag del sofá del estelar Bill Plymptonn es la mejor parte de un mediocre Simpson». Actualmente tiene una calificación de 8.7/10 en TV.com y una calificación de 7.4/10 en Internet Movie Database.

## Gag de la pizarra
Diferentes gags de la pizarra aparecieron para la emisión y versiones en línea de este episodio. La versión del programa fue «La verdadera ubicación de Springfield está en cualquier estado menos el tuyo», mientras que Hulu y Fox.com mostraron: «El profesor no tiene que pagar un impuesto por ser feo».